# Piero Onesti
Pour les articles homonymes, voir Onesti.
Piero Onesti, né le 21 juin 1959 à Montesilvano (Abruzzes), est un coureur cycliste italien, professionnel de 1982 à 1986. 

## Palmarès
- 1979
  - Coppa Sant'Anna
- 1980
  - Trofeo Alessandro Ferri
  - Giro Ciclistico del Cigno
- 1981
  - Gran Premio Capodarco

## Résultats sur les grands tours

### Tour d'Italie
3 participations
- 1982 : 82e
- 1983 : 110e
- 1984 : 116e

### Tour d'Espagne
2 participations
- 1983 : abandon (13e étape)
- 1984 : non-partant (11e étape)